# کریس هاولند
کریس هاولند (انگلیسی: Chris Howland؛ ‏ ۳۰ ژوئیهٔ ۱۹۲۸ – ۲۹ نوامبر ۲۰۱۳) مجری تلویزیون و رادیو، بازیگر و خوانندهٔ اشلاگر، مؤلف اهل بریتانیا بود. وی نخستین دی‌جی آلمان در نورد-وست دویچر روندفونک در هامبورگ بود.
از فیلم‌ها یا برنامه‌های تلویزیونی که وی در آن نقش داشته است می‌توان به ماجراهای دو زیبارو، آپاچی طلایی و مرا ببوس هیولا اشاره کرد.